# Ischemi
Ischemi är en medicinsk term för syrebrist i vävnad, oftast på grund av att en specifik vävnads blodförsörjning inte räcker för dess behov. Otillräcklig blodförsörjning kan orsakas av minskad blodtillförsel, ökat vävnadsbehov eller en kombination därav.

## Orsaker till ischemi
Vanligaste orsaken är en blodpropp som ger minskad blodtillförsel. Ischemi i hjärtat leder till kärlkramp (angina pectoris), som vanligen ger symptom vid ansträngning, då hjärtats arbete och syrebehov ökar kraftigt. 
Ischemi är orsaken till att hjärtat och hjärnan skadas vid hjärtinfarkt respektive slaganfall (stroke). De vävnader som framförallt är känsliga för otillräckligt blodflöde är hjärta, njurar och hjärna.
- Åderförkalkning
- Artärtrombos (blodpropp i tillförande blodkärl)
- Artäremboli (något som flyter med tillförande blod, fastnar och täpper igen mindre blodkärl, ofta en blodpropp från annan del av kroppen)
- Mekanisk kompression av blodkärl, till exempel av sjukdomar som infektion eller tumör, men även av trånga kläder
- Normalt vid hårt muskelarbete med påföljande mjölksyreansamling och smärta